# Janez Bešter
Janez Bešter, slovenski elektroinženir, * 4. junij 1955, Zgornja Besnica.
Je strokovnjak za področja telekomunikacij in multimedije.

## Življenje in delo
Janez Bešter je doktoriral leta 1995 na smeri telekomunikacije na Fakulteti za elektrotehniko Univerze v Ljubljani. Od leta 1996 vodi Laboratorij za telekomunikacije (LTFE). V letu 2008 je bil izvoljen v naziv redni profesor. 
Njegovo znanstvenoraziskovalno delo obsega področja naprednih tehnologij telekomunikacijskih omrežij, vključenosti oseb s posebnimi potrebami v informacijsko družbo, zagotavljanje dostopnosti izobraževanja z e-učenjem, optimizacijo konvergenčnih aplikacij s poudarkom na večpredstavnosti ter uvajanje internetnih storitev v zdravstvu, energetiki in šolstvu. 
Je avtor ali soavtor več patentnih prijav in osem podeljenih patentov. Aktivno je sodeloval pri ustanovitvi slovenske Tehnološke mreže ICT, Centra odličnosti ICT, Kompetenčnega centra Odprta komunikacijska platforma ter vzpostavitvi OpenLaba in Razvojnega centra IKT. Deluje v mednarodnih tehnoloških povezavah in pobudah na področju informacijsko-komunikacijskih tehnologij, jih uvaja v šolstvo in gospodarstvo ter skrbi za vzpostavitev ekosistema talentov.